# Museu de Armas
O Museu Histórico Ferreira da Cunha (MHFC) é um museu localizado na região interiorana de Petrópolis no Estado do Rio de Janeiro, situado na Estrada Rio-Petrópolis. Ele abriga a vasta Coleção Histórica Sergio Ferreira da Cunha, tombada pelo IPHAN, que possui mais de 3000 itens históricos e réplicas de importância nacional e internacional.

## Fundação
O Museu de Armas foi fundado em 1957 pelo médico e museólogo e colecionador Dr. Sérgio Ferreira da Cunha. Desde seu início, o espaço foi projetado especificamente para abrigar a coleção e funcionar como um museu e espaço educacional, tendo uma obra de mais de 30 anos de duração.

## Acervo
Composto por mais de 3000 itens, o acervo do Museu de Histórico Ferreira da cunha foi reunido por meio de aquisições pessoais e por doações de diversas instituições, contando com o Museu da Marinha, Arsenal da Guerra, Ministério da Aeronáutica e do Departamento de Material Bélico do Exército. A instituição possui diversos itens de importância nacional de internacional, e entre seu acervo destaca-se além de estampas e gravuras, com relíquias dos séculos XVII, XVIII, XIX e XX, instrumentos tanto das Primeira e Segunda Guerras Mundiais como do período Imperial Brasileiro. As principais peças da coleção incluem uma coleção de armaduras medievais e samurais da família imperial japonesa dos séculos XVI, XVII e XVIII, um morrião espanhol do século XVI, capelina das tropas de Maurício de Nassau, capacete e espada da Imperial Guarda de Honra de D. Pedro I, mosquetões, canhões (Canet franceses, importados pelo Exército Nacional para a Guerra de Canudos), carros-cozinha e equipamentos de suporte usados na 1ª Guerra, torpedos (pertencentes ao submarino Humaitá) e uma vasta coleção de numismática.
Além do acervo histórico, há uma biblioteca com mais de 4 mil exemplares, datados entre os séculos XVIII e XIX, com conteúdos de história geral, do Brasil e militar. 

## Construção
Localizado no quilômetro 40 da Estrada Rio-Petrópolis e a 50 metros do ponto final do ônibus Duques,[1] o edifício-sede é uma réplica baseada nos castelos medievais portugueses do século XII, contando com com mais de 15 mil m2 de área construída em cantaria de pedras, seguindo as técnicas e materiais originais da Idade Média, incluindo 5 linhas sucessivas de defesa, fosso, galerias subterrâneas, pátio, torres, ponte levadiça, masmorra, túneis de evacuação e equipamentos de defesa. Seus seus ícones arquitetônicos são conectados ao seu acervo.

## Visitação
O museu se encontra em processo de reabilitação e ainda não esta em seu pleno funcionamento, porém, recebe visitas técnicas de até 20 pessoas mediante agendamento prévio. 